# Józef Młynarz
Józef Młynarz (pseud. Farys, ur. 9 marca 1916 roku w Orpiszewie, zm. 2 czerwca 1990 roku w Dziadowej Kłodzie) – polski księgowy, żołnierz, porucznik, organizator struktur Armii Krajowej oraz polskiej administracji na Dolnym Śląsku.

## Życiorys
Od 1937 do 1938 pracował w Państwowym Tartaku Biadki jako księgowy, a później powołano go do służby wojskowej w grudziądzkim Centrum Wyszkolenia Żandarmerii. Walczył w kampanii wrześniowej. Od kwietnia 1941 pozostawał w konspiracji, a w 1942 zaprzysiężony został do Armii Krajowej. Był zastępcą dowódcy Placówki Syców AK, która miała siedzibę w Dziadowej Kłodzie. Organizował tę placówkę, a także placówki w Gronowicach, Trębaczowie i Międzyborzu. W 1943 został komendantem Podobwodu Syców AK. Zorganizował tam Batalion "Giewont". 14 lipca 1944 został aresztowany przez gestapo. W trakcie śledztwa był torturowany. Z wyrokiem śmierci przetrzymywano go w niemieckich więzieniach i obozach we Wrocławiu, Gross-Rosen, Mittelbau-Dora i Nordhausen. Wojnę przeżył.
Po wyparciu Niemców organizował polskie władze, w tym zarząd gminy Dziadowa Kłoda z siedzibą w Ślizowie. Był pierwszym księgowym i rachmistrzem tej gminy. Współpracował z oddziałem antykomunistycznym Franciszka Olszówki "Otta". Rozpracowywał go Wojewódzki Urząd Bezpieczeństwa i Komenda Wojewódzka MO we Wrocławiu.
Był autorem wspomnień, które w 2000 ukazały się drukiem w dwunastym numerze Zeszytów Historycznych wydanych przez Muzeum Regionalne w Sycowie.

## Odznaczenia
Odznaczono go m.in. Krzyżem Armii Krajowej, Krzyżem Partyzanckim oraz Krzyżami Oficerskim i Kawalerskim Orderu Odrodzenia Polski.